# Jaskinia Obłazkowa
Jaskinia Obłazkowa – jaskinia  w Dolinie Kościeliskiej w Tatrach Zachodnich. Wraz z Jaskinią Mylną i Jaskinią Raptawicką jest częścią systemu Jaskinie Pawlikowskiego. Znajduje się u podnóża wapiennej turni, zwanej Raptawicką Turnią, po zachodniej stronie doliny, na wysokości 1096 m n.p.m., 130 m nad korytem Kościeliskiego Potoku. Ścieżka prowadząca do niej znajduje się w odległości 4,4 km od Kir, 100 m powyżej Skały Pisanej. Udostępniona jest dla turystów, można ją zwiedzać samodzielnie, bez przewodnika, przez cały rok. Wewnątrz jaskini panuje niska temperatura.
Jaskini Obłazkowej nie należy mylić z Jaskinią Obłazową, znaną z odkryć archeologicznych.

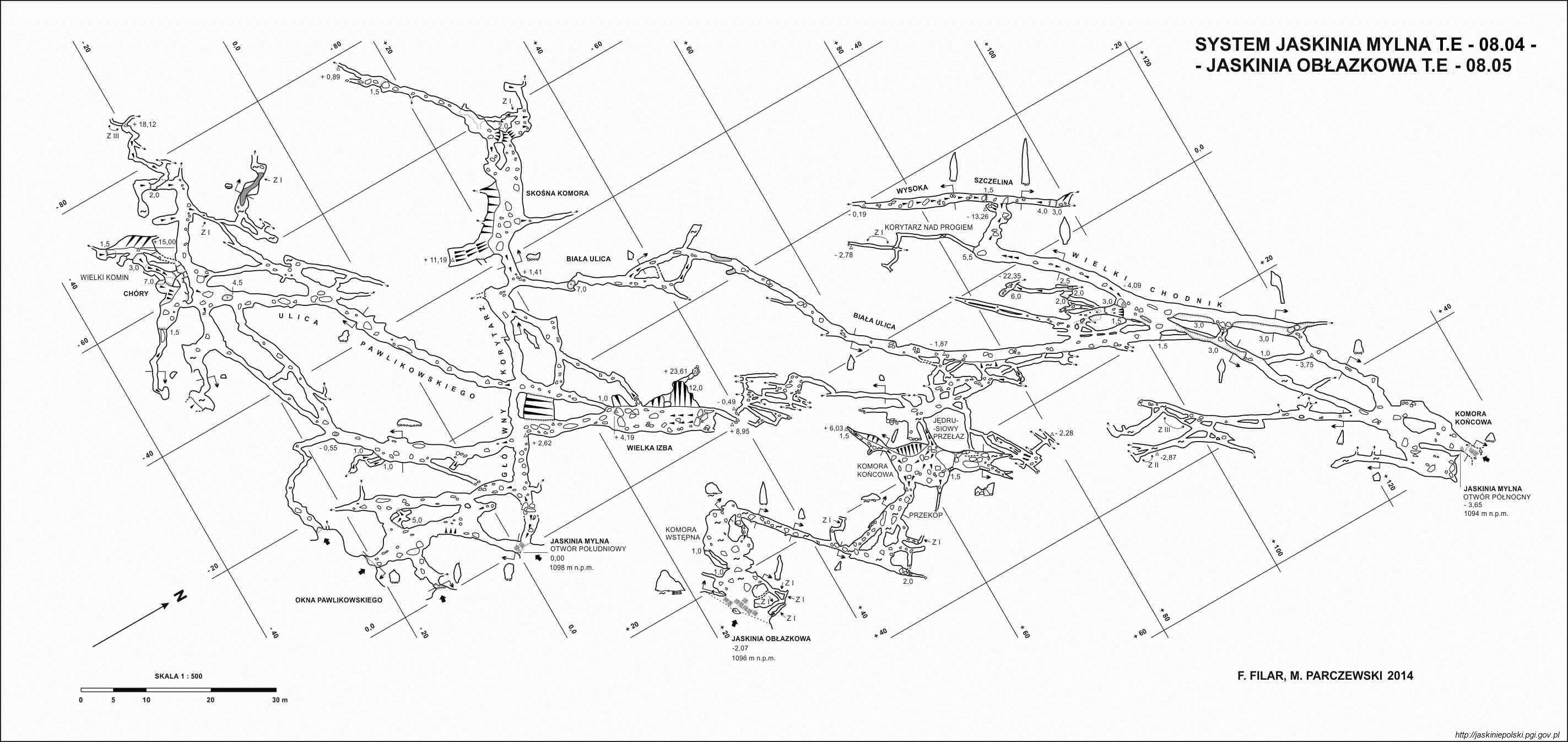
Plan Jaskini Mylnej i Jaskini Obłazkowej

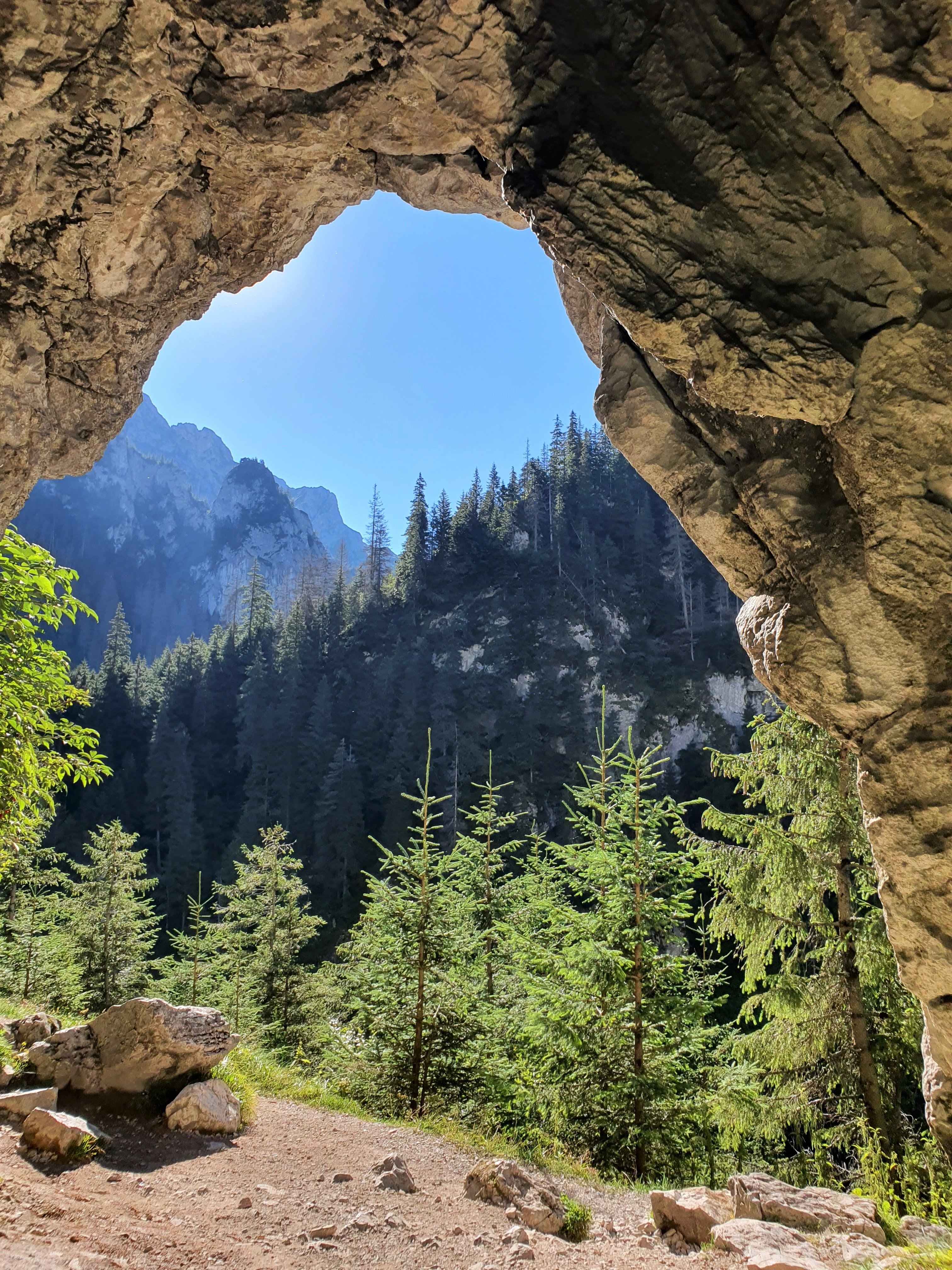
Widok z otworu Jaskini Obłazkowej

## Opis jaskini
Otwór wejściowy ma wysokość 2 m i szerokość 9 m. Za nim znajduje się główna komora, zwana Wstępną. Można ją zwiedzać bez latarki, do zwiedzania dalszych części konieczne jest światło.
Z końca Komory Wstępnej odchodzi ciasny korytarz, który po 18 metrach rozdziela się. Na lewo znajduje się korytarz kończący się ślepo, natomiast idąc prosto, kilka metrów za obniżeniem stropu odchodzi w lewo pierwsze z trzech przejść do Przekopu prowadzącego do Komory Końcowej. Drugie i trzecie przejście znajduje się 5 metrów dalej. Korytarz kończy się po kolejnych kilku metrach w ciasnej szczelinie.
Idąc na czworakach drugim przejściem, po 6 metrach, dochodzi się do Przekopu. Czołgając się nim jeszcze przez około 5 metrów wychodzi się w Komorze Końcowej.
Komora Końcowa posiada wymiary 6 × 10 m i wysokość do 6 m. Na jej końcu znajduje się Jędrusiowy Przełaz łączący Jaskinię Obłazkową z Jaskinią Mylną. W sali jest też wejście do 7-metrowej szczeliny. Na jej końcu znajduje się kominek, gdzie znajduje się najwyżej położone miejsce w jaskini +8,1 m.

## Przyroda
Jaskinia Obłazkowa jest częścią systemu krasowego, w skład którego wchodzi Jaskinia Mylna i Raptawicka (dawniej także Jaskinia Mysia, Dziura pod Mylną, Dziura pod Raptawicką). Jaskinie te utworzone zostały przez Kościeliski Potok, który wypłukał w wapiennych skałach podziemne koryto. Dno Doliny Kościeliskiej znajdowało się wówczas na wysokości tych jaskiń.
W jaskini brak jest nacieków. Znajduje się w niej dużo śmieci pozostawionych przez turystów. W Komorze Wstępnej widać ślady palenia ognisk.

## Historia odkryć
Jaskinia znana była miejscowym od dawna. Po raz pierwszy opisał ją Jan Gwalbert Pawlikowski w 1887 r.
W 1934 roku Stefan Zwoliński wraz z Jerzym Zahorskim odkryli Salę Końcową, wykonując przekop o długości ponad 5 m w prowadzącym do niej korytarzu.
Między listopadem 2013 a marcem 2014 r. na zlecenie TPN wykonano ponowne pomiary jaskiń udostępnionych turystom, w tym Jaskini Obłazkowej. Jej długość wzrosła z 120 do 214 m, a deniwelacja z 5 do 8,1 m.
W czerwcu 2014 r. udało się połączyć Jaskinię Obłazkową z Jaskinią Mylną, a w lutym 2015 roku Jaskinię Raptawicką z Jaskinią Mylną.

## Szlaki turystyczne
– do jaskini tej, jak również do Jaskini Mylnej, prowadzi znakowany, czerwony szlak turystyczny. Początkowo biegnie on wspólnie z  czarnym szlakiem, prowadzącym do Jaskini Raptawickiej, potem szlaki rozdzielają się. Czas podejścia z dna doliny ok. 15 min, z Polany Pisanej 25 min. Powrót tą samą drogą lub przez Jaskinię Mylną.